# Mihrāb

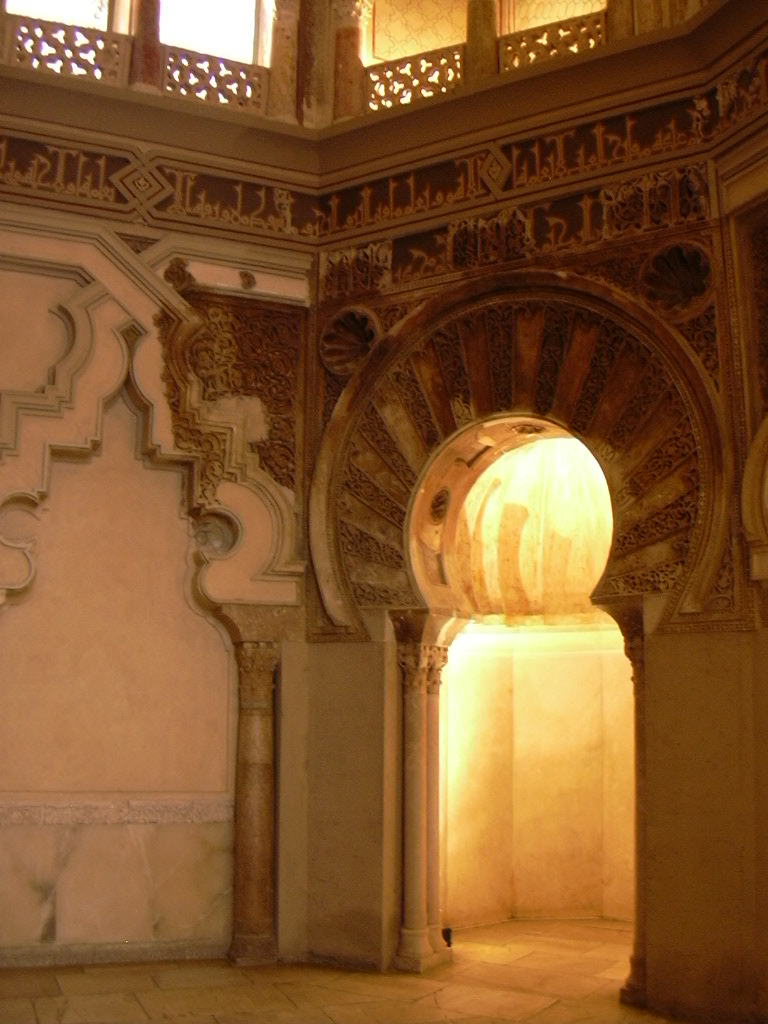
Mihrāb in der Aljafería, Saragossa

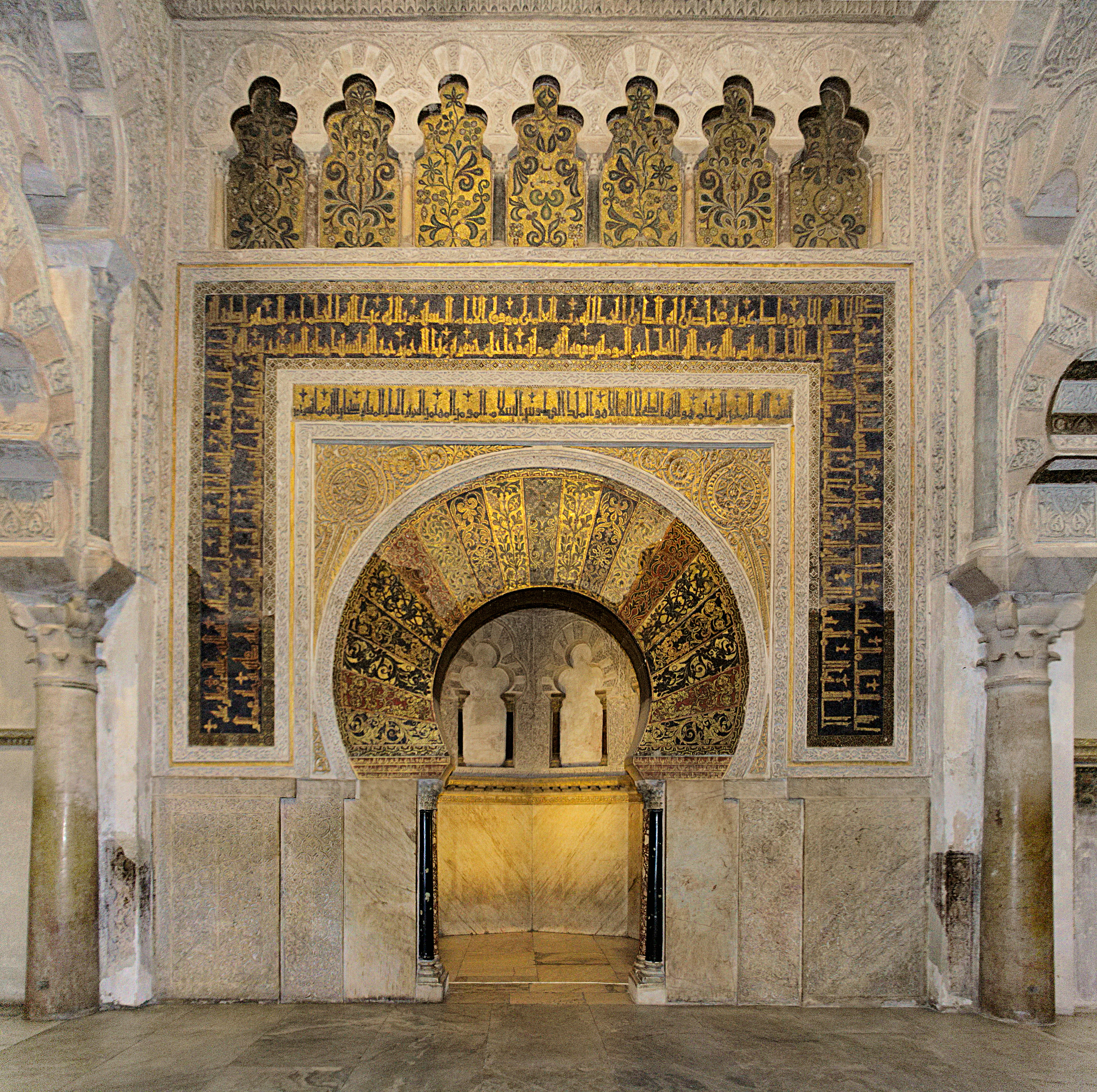
Mihrāb in der Mezquita-Catedral de Córdoba

Mihrāb (arabisch محراب, DMG miḥrāb, Plural: محاريب, DMG maḥārīb) ist die islamische Gebetsnische in Moscheen, die die Gebetsrichtung (qibla) anzeigt.

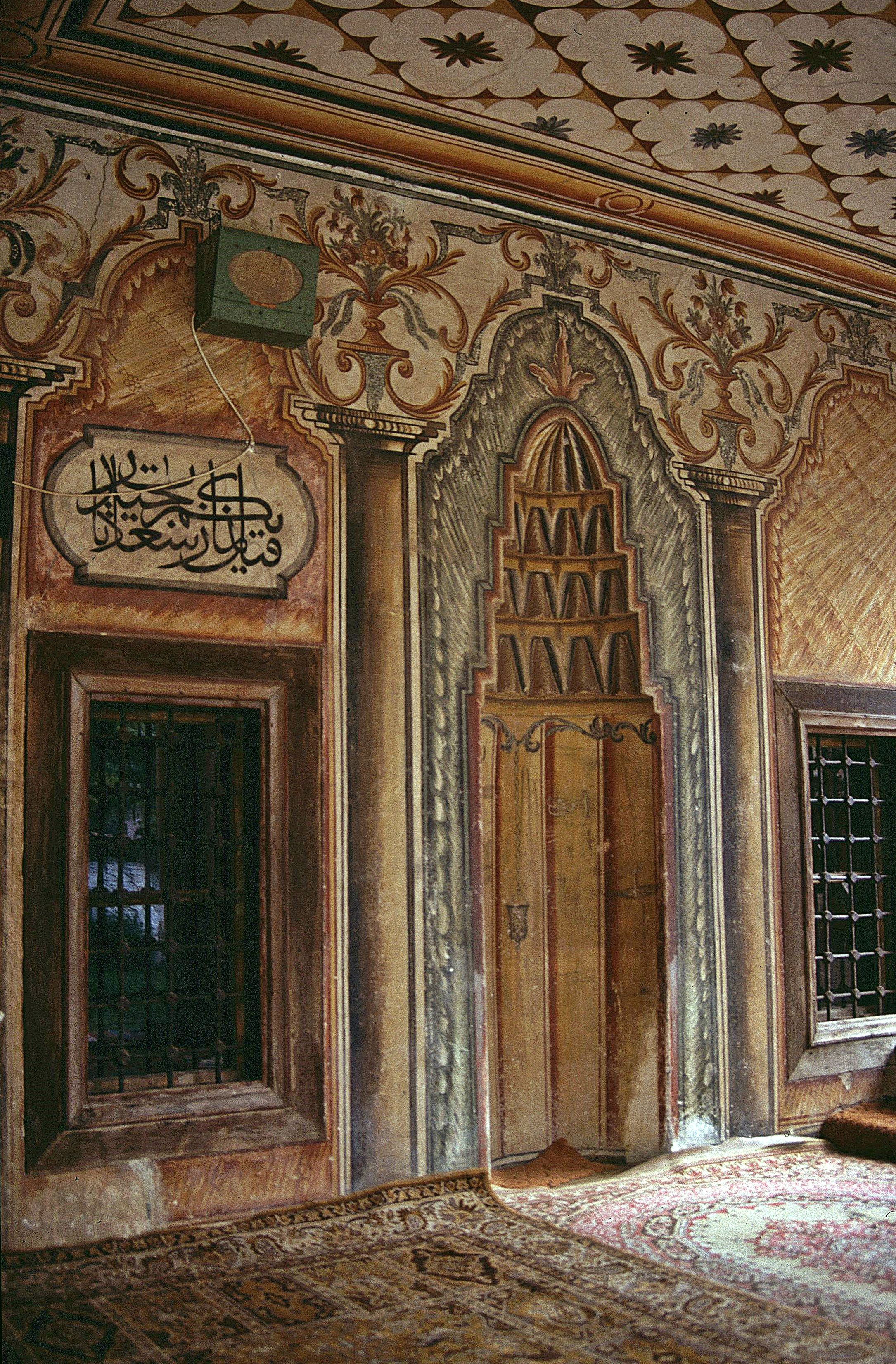
Mihrāb in der Bunten Moschee in Tetovo

Die Etymologie des Begriffs ist nicht abschließend geklärt. Die Wurzel حرب hat im Stamm III die Bedeutung „kämpfen“ und in Stamm IV „Krieg führen“. Als Nomen davon abgeleitet sind حرب „Krieg“ und حربة „Lanze“. محراب wird von einigen Wissenschaftlern (Lane, Goldziher) als „Kampfplatz“, im Sinne des ğihād an-nafs (d. h. Kampf gegen die eigene Trieb-Seele, Unzulänglichkeit) gedeutet. Einige vermuten auch ein Lehnwort aus dem Altäthiopischen (Dillmann) oder dem Hebräischen חרבה churba (Beer, Daiches) mit einem diffusen Bezug auf Bauwerke.

## Gebrauch des Wortes im Arabischen
In vor- bzw. frühislamischer Zeit wurde das Wort in verschiedenen Richtungen gedeutet, zum Beispiel als Palast, wie in folgenden Koranzitaten:

„Ist dir nicht die Geschichte von denen, die miteinander stritten, zu Ohren gekommen? (Damals) als sie (über die Mauer) in den Palast einstiegen!“

 bzw. Paläste

„Sie machten für ihn, was er wollte: Paläste, Bildwerke, Schüsseln […]“

 Der Koran gebraucht mihrāb auch im Sinne von „Tempel“, zum Beispiel „[…] Sooft Zacharias (nun) zu ihr in den Tempel kam, fand er Unterhalt bei ihr […]“ (Sure 3:37) und „Da riefen ihm, während er im Tempel stand und das Gebet verrichtete, die Engel zu: Gott verkündet dir Johannes […]“ (Sure 3:39) (beide sind häufig als Inschriften auf mahārīb zu finden), sowie „Da kam er aus dem Tempel zu seinem Volk heraus […]“ (Sure 19:11).
Daneben findet man die Bedeutungen Nische, Vertiefung, Balkon, Galerie, wichtiger Teil bzw. spezieller Platz in einem Palast oder einer Kammer, höchster, erster bzw. wichtigster Platz, Raum zwischen zwei Säulen und Begräbnisstätte. Heute bezeichnet das Wort nahezu ausschließlich die Gebetsnische in der Moschee, selten auch „Heiligtum“.

## Architektur
Ein miḥrāb besteht aus einem von zwei oder mehr Säulen getragenen Bogen oder Gewölbe. Der Raum zwischen den Säulen ist flach oder zurückgesetzt, wodurch der Eindruck einer Tür oder eines Durchganges entsteht. Viele Mihrab-Nischen sind in die Wand integriert und treten nach außen nicht in Erscheinung.

## Ursprung und Funktion der Nische in der Levante

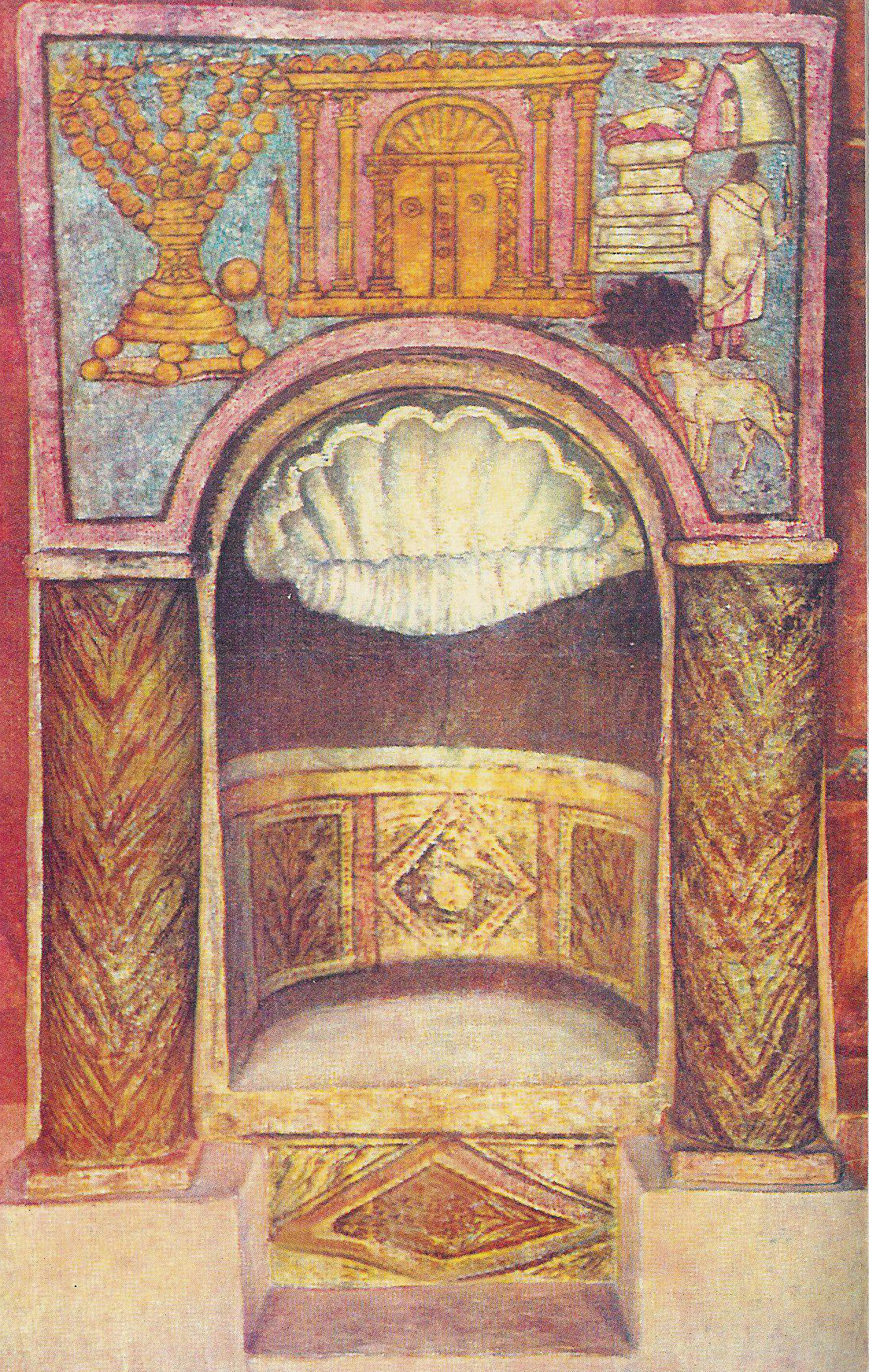
Wandbild einer halbkreisförmigen Nische in der Synagoge von Dura Europos, dessen Form und Zentralität ein Vorbild für die Einführung des Mihrab gewesen sein könnte.

In römisch-hellenistischer Zeit wurden Nischen als hervorgehobener Ort für den Herrscher, als Bauschmuck oder als Rahmen für Statuen, etwa für die Götterstatue im Tempel (aedicula) gebaut.
Die Orientierung beim Gebet ist wesentlich eine jüdische Idee. Hierfür benutzte das vom Hellenismus stark beeinflusste Judentum sakrale Nischen. Der Aron haKodesch, der Torah-Schrein, mag hierfür das beste Beispiel sein; er findet sich in jeder Synagoge. Er dient sowohl dem Schutz als auch der Hervorhebung der heiligen Schrift. Seine Positionierung in der Richtung nach Jerusalem hat er erst im 3. Jahrhundert gefunden, zumindest gibt es keine älteren archäologischen Belege für diese Funktion. Der älteste Fund einer solchen „richtungweisenden“ Nische ist die Synagoge von Dura Europos im heutigen Osten Syriens am Ufer des Euphrat aus dem 3. Jahrhundert. Trotz dieses Alters könnte diese Nischenabbildung während der Entstehung des islamischen Formenkanons im 8. Jahrhundert den Zeitgenossen bekannt gewesen sein. In viel stärkerem Maße waren Nischen in christlichen Kirchen zu finden: als die den Altar beherbergende Apsis (bzw. den „Chor“), in der sich der Priester während der sakralen Teile des Gottesdienstes aufhält.
Nischen wurden also von dem sich bildenden islamischen Baustil aufgegriffen. So finden sich in fast allen weltlichen Bauten aus der Frühzeit des Islam Nischen, wobei einige, wie die in Qusair 'Amra im heutigen Jordanien, auch Darstellungen von in Nischen thronenden Herrschern zeigen. Daraus lässt sich schließen, dass die frühen umayyadischen Kalifen in ihren Wüstenschlössern in hervorgehobenen Nischen, bzw. Apsiden, in den Audienzsälen thronten.

## Der Mihrāb in der Moschee

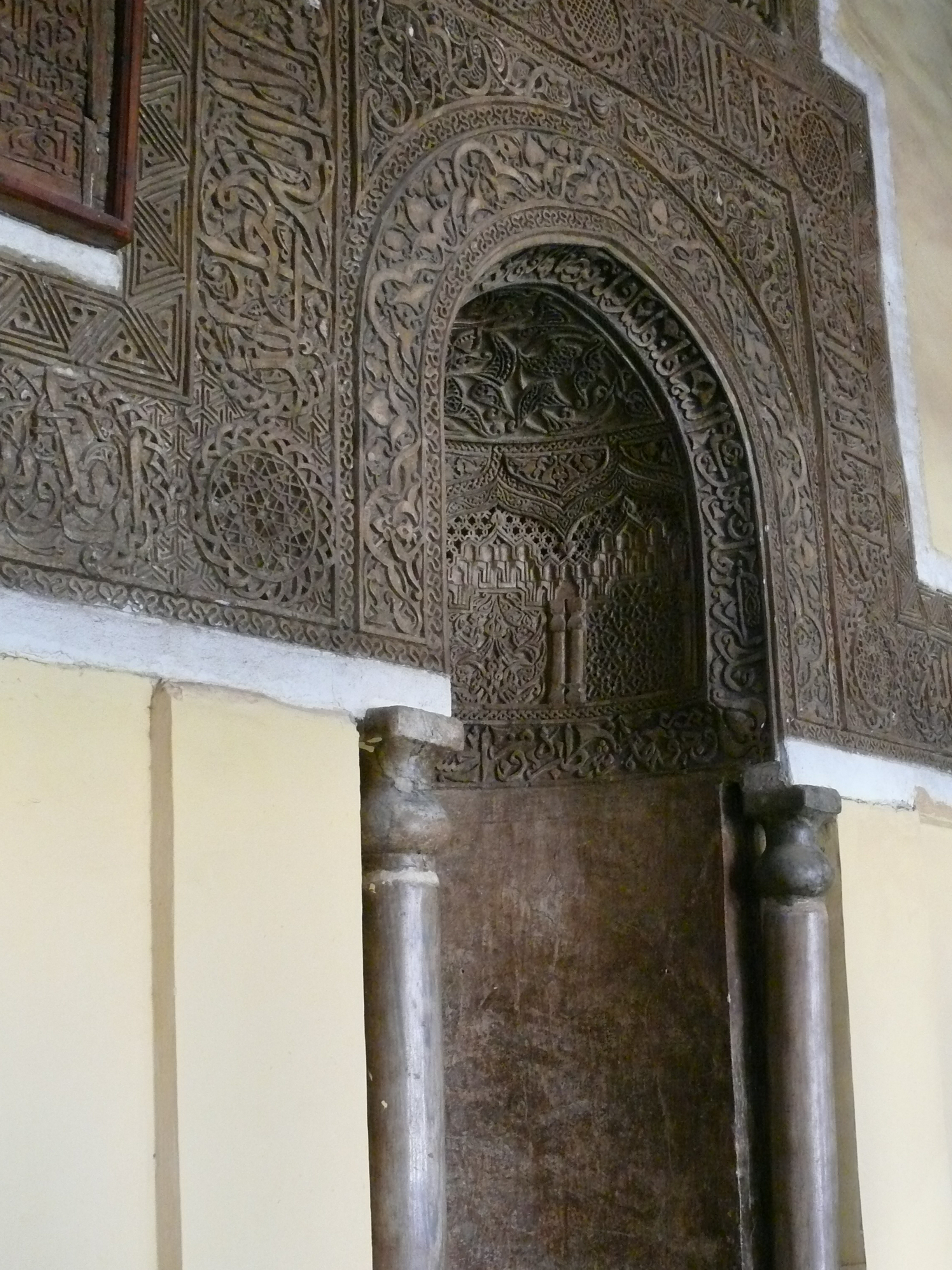
Mihrāb in der Moschee von Qus, Oberägypten

Der Mihrāb ist der Ort des Imams während der täglichen Gebete und des Freitagsgebetes. Durch verschiedene Elemente zeigt er die Gebetsrichtung, die qibla, an. Das kann ein Steinblock wie im Hause Mohammeds in Medina sein oder ein farbiger Strich oder eine mit Zeichen versehene Steinplatte, wie in der Moschee des 'Amr in Fustat. Manchmal benutzte man auch eine in den Boden gesteckte Lanze; so in den „Feldmoscheen“ von Kufa und Basra.
Der erste Nischenmihrāb entstand beim Neubau der Moschee in Medina unter al-Walīd I. in den Jahren 709–710. Wie dieser ist auch der dritte Nischenmihrāb in der großen Moschee von Damaskus (705–15) nicht erhalten. Der älteste erhaltene Nischenmihrāb befindet sich in der Moschee des Umar vom Ende der umayyadischen Zeit in Bosra.
In der Grotte unter dem Felsendom in Jerusalem befindet sich ein 1,3 m × 0,8 m großer Flachmihrāb aus Marmor, der häufig als der älteste erhaltene mihrāb präsentiert wird.